# Dallas Open 2023
Il Dallas Open 2023 è stato un torneo di tennis giocato sul cemento indoor. È stata la 2ª edizione del torneo facente parte dell'ATP Tour 250 nell'ambito dell'ATP Tour 2023. Si è giocato allo Styslinger/Altec Tennis Complex di Dallas negli Stati Uniti, dal 4 al 12 febbraio 2023.

## Partecipanti al singolare

### Teste di serie
| Nazionalità | Giocatore         | Ranking | Testa di serie* |
| ----------- | ----------------- | ------- | --------------- |
| Stati Uniti | Taylor Fritz      | 8       | 1               |
| Stati Uniti | Frances Tiafoe    | 15      | 2               |
| Canada      | Denis Shapovalov  | 27      | 3               |
| Serbia      | Miomir Kecmanović | 34      | 4               |
| Stati Uniti | John Isner        | 42      | 5               |
| Stati Uniti | Jeffrey John Wolf | 48      | 6               |
| Stati Uniti | Marcos Giron      | 57      | 7               |
| Francia     | Adrian Mannarino  | 58      | 8               |

* Ranking al 30 gennaio 2023.

#### Altri partecipanti
I seguenti giocatori hanno ricevuto una wildcard per il tabellone principale:
- Liam Krall
- Jack Sock
- Denis Shapovalov

I seguenti giocatori sono entrati nel tabellone principale passando dalle qualificazioni:

- Fernando Verdasco
- Zachary Svajda
- Alex Rybakov
- Brandon Holt

Il seguente giocatore è entrato in tabellone come lucky loser:
- Gabriel Diallo

#### Ritiri
Prima del torneo
- Jenson Brooksby → sostituito da  Steve Johnson
- Kwon Soon-woo → sostituito da  Michael Mmoh
- Jiří Lehečka → sostituito da  Tseng Chun-hsin
- Brandon Nakashima → sostituito da  Christopher Eubanks
- Reilly Opelka → sostituito da  Wu Yibing
- Ben Shelton → sostituito da  Denis Kudla
- Tarō Daniel → sostituito da  Gabriel Diallo

## Partecipanti al doppio

### Teste di serie
| Nazione     | Giocatore         | Nazione       | Giocatore       | Rank* | Testa di serie |
| ----------- | ----------------- | ------------- | --------------- | ----- | -------------- |
| Regno Unito | Jamie Murray      | Nuova Zelanda | Michael Venus   | 50    | 1              |
| Stati Uniti | Nathaniel Lammons | Stati Uniti   | Jackson Withrow | 94    | 2              |
| Regno Unito | Julian Cash       | Regno Unito   | Henry Patten    | 127   | 3              |
| Svezia      | André Göransson   | Giappone      | Ben McLachlan   | 145   | 4              |

* Ranking al 30 gennaio 2023.

### Altri partecipanti
Le seguenti coppie di giocatori hanno ricevuto una wildcard per il tabellone principale:
- Mitchell Krueger /  Thai-Son Kwiatkowski
- Pranav Kumar /  Adam Neff

### Ritiri
Prima del torneo
- Marcos Giron /  Brandon Nakashima → sostituiti da  Christopher Eubanks /  Marcos Giron
- Reilly Opelka /  Ben Shelton → sostituiti da  Radu Albot /  Jordan Thompson

## Punti
| Evento    | V   | F   | SF | QF | 2T | 1T   | Q    | Q2   | Q1   |
| Singolare | 250 | 150 | 90 | 45 | 20 | 0    | 12   | 6    | 0    |
| Doppio    | 250 | 150 | 90 | 45 | 0  | N.D. | N.D. | N.D. | N.D. |

## Montepremi
| Evento    | V        | F       | SF      | QF      | 2T      | 1T     | Q2     | Q1     |
| Singolare | 112125 $ | 65405 $ | 38450 $ | 22280 $ | 12940 $ | 7905 $ | 3955 $ | 2155 $ |
| Doppio*   | 38960 $  | 20850 $ | 12230 $ | 6830 $  | 4020 $  | N.D.   | N.D.   | N.D.   |

* per team

## Campioni

### Singolare
Wu Yibing ha sconfitto in finale  John Isner con il punteggio di 6(4)–7, 7–6(3), 7–6(12).
• È il primo titolo in carriera per Wu.

### Doppio
Jamie Murray /  Michael Venus hanno sconfitto in finale  Nathaniel Lammons /  Jackson Withrow con il punteggio di 1-6, 7–6(4), [10-7].